# Реймонд, Мейсон
Ме́йсон Э́ван Ре́ймонд (англ. Mason Evan Raymond; 17 сентября 1985, Кокрейн, Альберта, Канада) — бывший профессиональный канадский хоккеист, нападающий.

## Игровая карьера
В юниорском возрасте выступал в NCAA, в конференции WCHA за команду «Minnesota-Duluth Buldogs» из американского города Дулут. На драфте НХЛ 2005 года был выбран во втором раунде под общим 51-м номером канадской командой «Ванкувер Кэнакс». Поиграв некоторое время в фарм-клубе «Касаток» в АХЛ, к середине сезона 2007/08 стал игроком основного состава «Ванкувера».

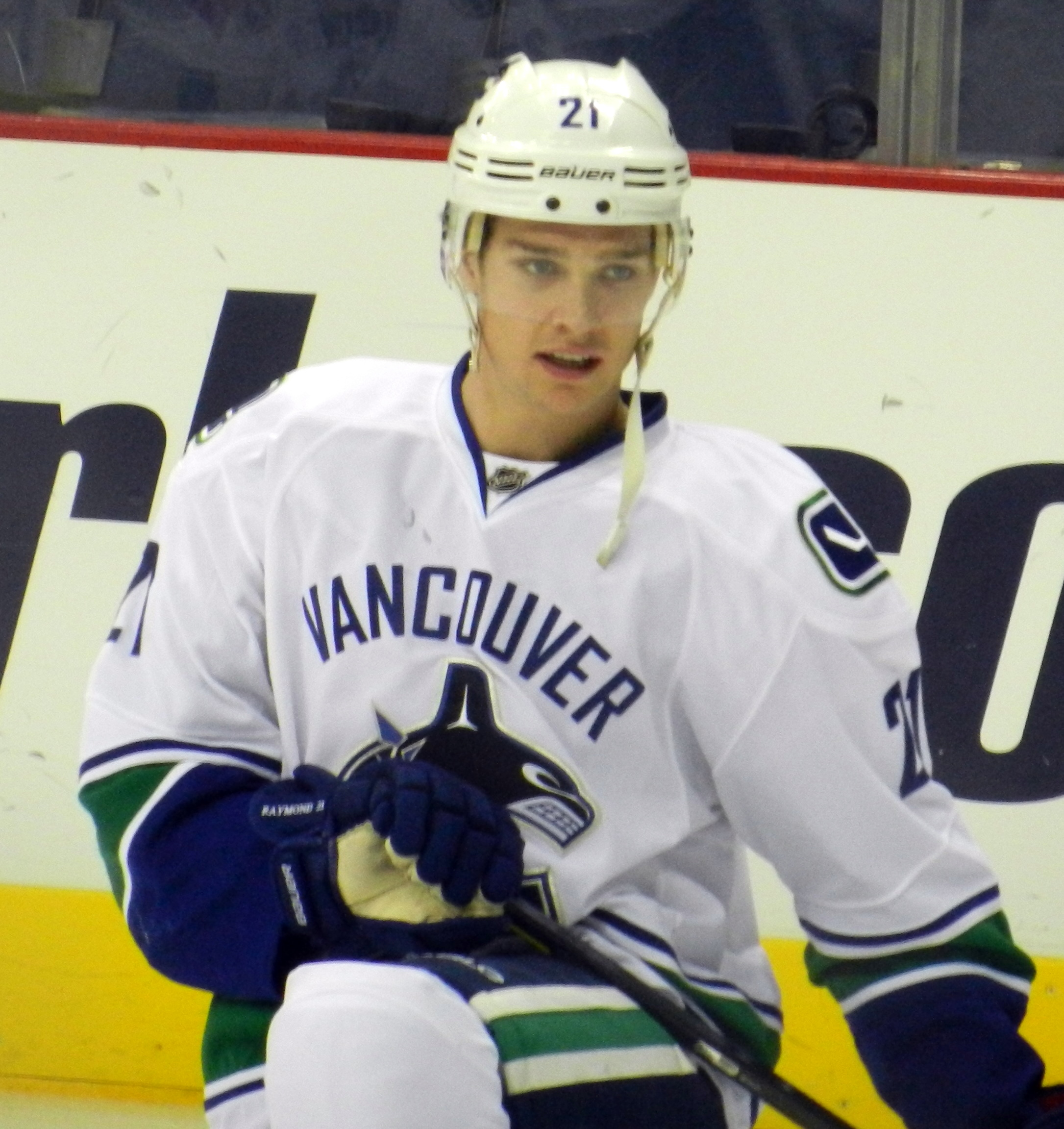
2011 год

На 20-й секунде шестого матча финальной серии Кубка Стэнли 2011, в которой «Ванкувер» встречался с «Бостон Брюинз» Реймонд попался на силовой приём защитника «Бостона» Джонни Бойчака, после которого не смог продолжить матч. После медицинского обследования стало ясно, что он получил перелом шейного позвонка и выбыл из строя на несколько месяцев. НХЛ не применила никаких штрафных санкций к Бойчаку, посчитав его силовой приём чистым. Кубок Стэнли в седьмом матче выиграли «Брюинз».
Полностью восстановиться после этой травмы и вновь выйти на лёд в составе «Кэнакс» Реймонд смог лишь в декабре 2011 года.
8 сентября 2013 года Реймонд подписал пробный контракт с «Торонто Мейпл Лифс», а после участия в тренировочном лагере команды, 23 сентября, подписал уже контракт на год.
1 июля 2014 года Реймонд подписал трёхлетний контракт с «Калгари Флэймз».
В сезоне 2016/17 сыграл 4 матча за «Анахайм Дакс». В сезоне 2017/18 выступал за швейцарский клуб «Берн», в 35 матчах набрал 35 очков (17+18).
На Олимпийских играх 2018 года стал бронзовым призёром в составе сборной Канады. В 6 матчах олимпийского турнира набрал 2 очка (1+1).

## Статистика

### Клубная карьера
Последнее обновление: 28 января 2015 года
```
                                   --- Regular Season ---  ---- Playoffs ----
Season   Team                        Lge    GP    G    A  Pts  PIM  GP   G   A Pts PIM
--------------------------------------------------------------------------------------
2003-04  Camrose Kodiaks             AJHL   57   27   35   62   32
2004-05  Camrose Kodiaks             AJHL   55   41   41   82   80
2005-06  U. of Minnesota-Duluth      WCHA   40   11   17   28   30
2006-07  U. of Minnesota-Duluth      WCHA   39   14   32   46   45
2006-07  Manitoba Moose              AHL    11    2    2    4    6  13   0   1   1   0
2007-08  Vancouver Canucks           NHL    49    9   12   21    2  --  --  --  --  --
2007-08  Manitoba Moose              AHL    20    7   10   17    6  --  --  --  --  --
2008-09  Vancouver Canucks           NHL    72   11   12   23   24  10   2   1   3   2
2009-10  Vancouver Canucks           NHL    82   25   28   53   48  12   3   1   4   6
2010-11  Vancouver Canucks           NHL    70   15   24   39   10  24   2   6   8   6
2011-12  Vancouver Canucks           NHL    55   10   10   20   18   5   0   1   1   0
2012-13  Orebro HK                   Swe-1   2    0    1    1    2
2012-13  Vancouver Canucks           NHL    46   10   12   22   16   4   1   1   2   0
2013-14  Toronto Maple Leafs         NHL    82   19   26   45   22  --  --  --  --  --
2014-15  Calgary Flames              NHL    26    6    3    9    4
--------------------------------------------------------------------------------------
         NHL Totals                        482  105  127  232  144  55   8  10  18  14

```